# 索梅羅

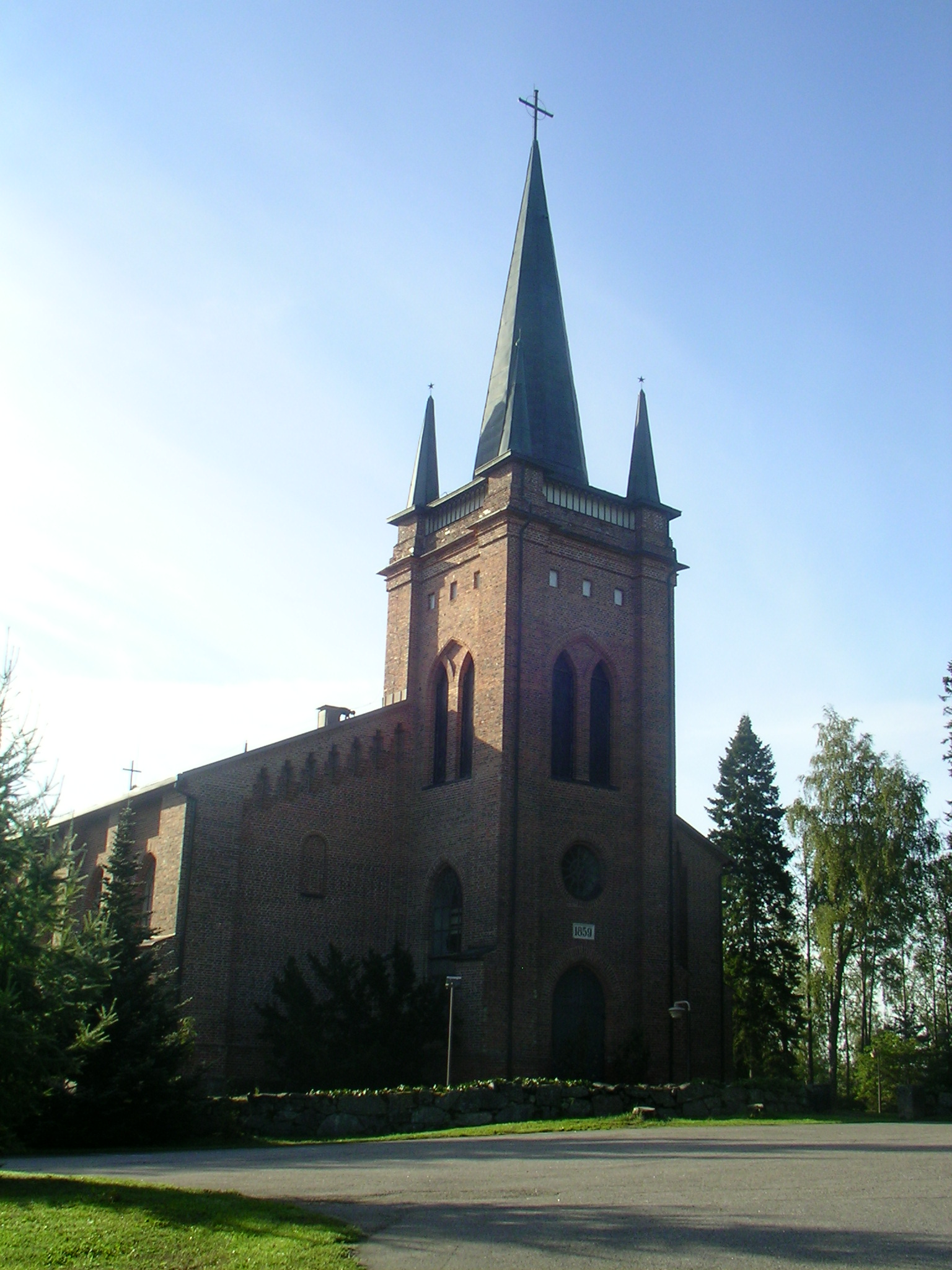
索梅罗教堂

索梅羅（芬蘭語：Somero）是芬蘭的市鎮，位於該國南部，距離首都赫爾辛基75公里，由西南芬蘭區負責管轄，面積697.68平方公里，2012年人口9,268，其中約98%居民的母語是芬蘭語。

## 外部連結
- Municipality of Somero （页面存档备份，存于） – Official website